# Angaracris ulashanicus
Angaracris ulashanicus är en insektsart som beskrevs av Li, Hongchang 1981. Angaracris ulashanicus ingår i släktet Angaracris och familjen gräshoppor. Inga underarter finns listade i Catalogue of Life.